# Zeughaus (Lübeck)

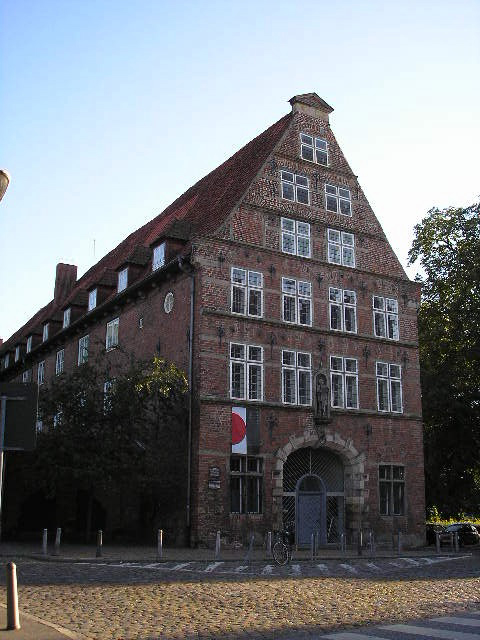
Zeughaus in Lübeck

Das Zeughaus am Großen Bauhof und dem Domkirchhof in Lübeck wurde 1594 neben dem Lübecker Dom im Stil der Niederländischen Renaissance erbaut.

## Geschichte
Die Lübische Chronik berichtet:

„Anno 1594 in der Wochen für Pfingsten ist zu Lübeck das Zeughauß bey dem Thurm angefangen worden zu bauen.“

Ansicht des Paradeplatzes mit dem Zeughaus anno 1797

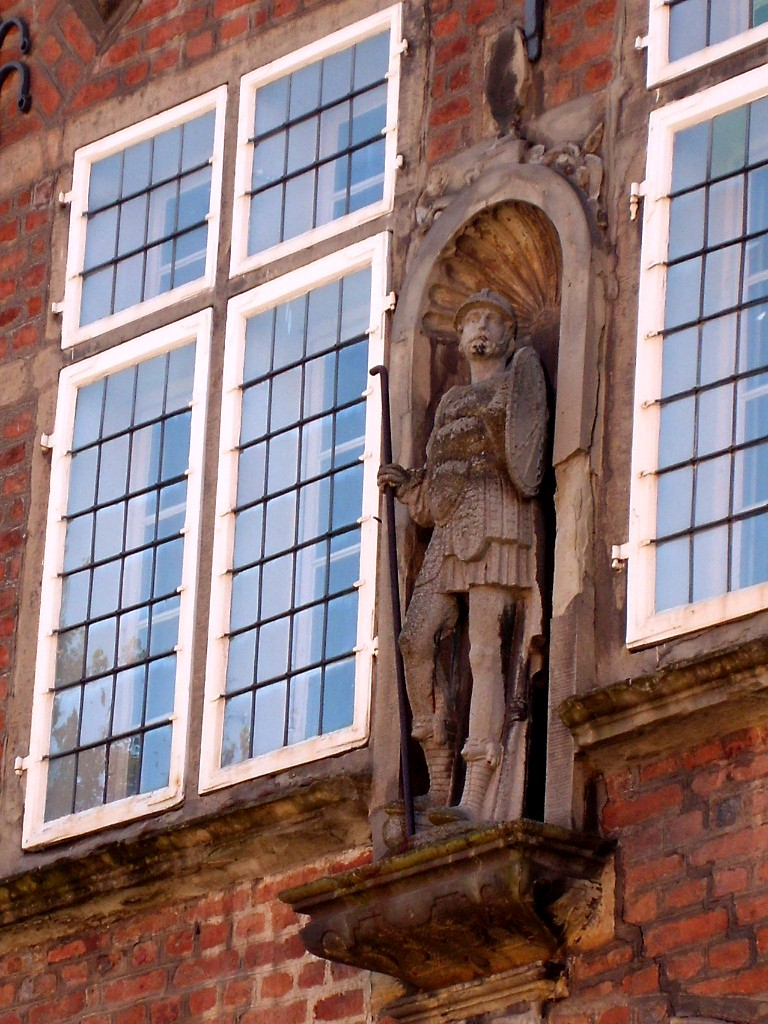
Kriegsgott Mars heute

Einstige Mars-Figur

Neue Mars-Figur

Südlicher Giebel des Zeughauses (1922)

Andere Chroniken (v. Melle) besagen, dass das Zeughaus ursprünglich als Kornhaus bestimmt war.
Dies bestätigt auch das ehemals über dem Eingang befindliche Chronostichon:

„Caesare pro patrIa nVnC DeCertante RVDoLpho EXstItIt haeC CererIs strVCtVra strVente SenatV. (Unter dem jetzt für das Vaterland kämpfenden Kaiser Rudolph ist dies vom Senat erbaute Haus der Ceres entstanden)“

Des Weiteren gibt es das Jahr der Erbauung, 1594, wieder. Vermutlich wird die Verwendung zum Zeughaus geschehen sein, als der Mars in der Nische über dem Portal die Ceres ersetzte. Dies geschah kurz nach der Fertigstellung des Hauses. Im gleichen Jahr wurde die Konsole für das Nordportal angebracht.
Laut dem Lübecker Verzeichnis aus dem Jahre 1526 waren die damaligen Geschütze, soweit nicht auf den Wällen und Türmen befindlich, im Marstall am Burgtor sowie zwei Arsenalen untergebracht. Man nimmt an, dass diese beim Bauhof (der grote Keller under deme hafferbone) und auf dem Domkirchhof (büssenhus uppe deme Karkhafe) am Ende der Musterbahn lagen. Die Anzahl der Geschütze belief sich, ohne die der Schiffe, auf 1.064 Stück. Dass die Verwendung als Zeughaus von Anfang an ins Auge gefasst wurde, legt die Lage der Arsenale nahe. Die Bauleitung oblag dem damaligen Ratsbaumeister Hans von Rode.
Nachdem bereits im 18. Jahrhundert Bestände des Hauses veräußert worden waren, wurde es mit der Entfestigung der Jahre 1804 und 1805 vollständig geräumt. Während der Franzosenzeit wurde es als Kaserne genutzt.
Anno 1826 wurde das Zeughaus als Wollmagazin eingerichtet. Als solches blieb es bis zum Ersten Weltkrieg. Einige Räume jedoch blieben bis 1869 dem Lübecker Bürgermilitär als Magazin vorbehalten.
Verschiedene Stadtansichten des 18. Jahrhunderts zeigen neben dem mittleren Giebel zwei ebensolche auf der Westseite. Ihnen könnte je eine rundbogige Speichertür entsprechen, die in jeder Gebäudehälfte die Fensterreihen des zweiten Obergeschosses unterbricht.
Die Figur des Mars musste 1896 aus der Nische über dem Nordportal herausgenommen werden. Dessen Verwitterung hatte ein Ausmaß erreicht, dass die Statue eine Gefährdung darstellte.
Als Lübecks Räumlichkeiten des Polizeiamtes – anno 1922 waren diese in sechs Gebäuden der Stadt untergebracht – zusehends unzureichender wurden, war die Errichtung eines neuen Dienstgebäudes unausweichlich geworden. Da es die finanziellen Möglichkeiten der Stadt jedoch zu jener Zeit nicht zuließen, sah man sich nach einer vorhandenen Baulichkeit um, die sich zu dem genannten Zweck herrichten ließe. Die Wahl fiel hierbei auf das ehemalige Zeughaus am Dom. Dessen Ausbau zum Museum bereits 1905, zum Staatsarchiv noch 1913 geplant wurde.
Der hohe Raumbedarf erforderte zwei weitere Anbauten – der eine entstand am Südende zum Dom hin und wurde durch einen Bogen mit der Kirche verbunden, der andere, in ihm befand sich die Grüne Polizei, schließt auf dem Kirchhof zur Parade hin ab und wurde durch einen überbauten Torweg mit dem Zeughaus verbunden. An ungefähr seiner Stelle stand ein kleines im Jahr 1878 abgebrochenes Wachgebäude.
Während des Nationalsozialismus beherbergte das Zeughaus im Untergeschoss die Verhörzellen der Gestapo. An der Mauer des Torweges wurde 1986 das Erinnerungsmal an jene Vergangenheit angebracht.
1985 wurde die von Richard Karutz aufgebaute völkerkundliche Sammlung des Museums für Kunst und Kulturgeschichte ins Zeughaus verlegt. Die Sammlung wurde im Jahr 2007 von der Bürgerschaft der Hansestadt aus Kostengründen geschlossen.
Daneben wird das Zeughaus vom Archiv der Hansestadt Lübeck als Magazin genutzt.

## Gebäude
Das Zeughaus wurde in demselben Jahr wie die Renaissancetreppe des Rathauses erbaut. Während diese wie der etwas ältere Vorbau am Markt die reicheren Hausteinformen der flandrischen Renaissance zeigt, ist der Stil am Zeughaus in seiner holländischen Ausprägung in der gemischten Verwendung des Back- und Hausteins charakteristisch.

### Außen
Größere bauliche Veränderungen erfuhr das Haus im Jahre 1822 unter dem Stadtbaumeister Heinrich Nikolaus Börm. Die stark verwitterten Abtreppungen und die äußeren Sandsteinverzierungen des nördlichen Giebels wurden abgenommen. Der Giebel erhielt, der Schräge der Dachfläche folgend, seine heutige Form. Lediglich die alte Bekrönung mit der Spitzverdachung wurde wieder aufgesetzt.
Auf der Radierung Johann Marcus Davids von der Parade aus dem Jahr 1797 sieht man sie in ihrer ehemaligen Abtreppung in drei mit Voluten gefüllten Absätzen. Der gleichen Stilrichtung gehörte das äußere Holstentor von 1585 an.
Sie ist als die reichere Schauseite in den Formen der niederländischen Renaissance ausgebildet. Ihre Geltung kann sie bei der freien Lage gegenüber dem Paradeplatz voll entfalten.
Während die Mauerflächen aus Backstein bestehen, sind alle Schmuckformen der Fassade aus Sandstein. Zu dem Rahmen des korbbogigen Tores, der Nische darüber, den Gesimsen und den Kragsteinen unter den Giebelecken kommen noch die mit Steinkreuzen versehenen Fenstergerüste und die die Fassade durchziehenden Hausteinbänder, sowie, als weitere Eigentümlichkeit dieses Stils, die mit Löwenköpfen und Diamantschnitt verzierten Quader, die in den Entlastungsbögen über den Fenstern mit Ziegeln abwechseln.
Die ursprüngliche Marsfigur hielt in der abgebrochenen Rechten einen Speer, während die Linke sich auf den zur Seite stehenden Schild stützt. Diese Figur war so stark beschädigt, dass eine Wiederverwendung nicht in Frage kam. Anstatt jener kam eine andere, ebenso große Marsfigur in Betracht, die zu jener Zeit im Museumshof stand und sich in wesentlich besserem Zustand befand. Sie kam von dem Ende des 19. Jahrhunderts abgebrochenen Haus Schüsselbuden 14 (Ecke Fischstraße) her und entsprach in ihrer künstlerisch zwar nicht bedeutenden, aber angemessenen Ausführung ganz der dekorativen Rolle der ursprünglichen Zeughausfigur. Dies ließ darauf schließen, dass sie von demselben Bildhauer kam. Sie hält in ihrer Rechten ein (abgebrochenes) Schwert und in dem in die Hüfte gestemmten linken Arm einen kleinen Rundschild.
Bei der Instandsetzung des südlichen Giebels im Jahre 1825 zeigte sich, dass dessen Schultern irreparabel waren. Auf Vorschlag des Stadtbaumeisters Heinrich Nicolaus Börm verfuhr man mit ihm so wie mit dem nördlichen Giebel. Dessen 1844 wiederhergestellte Abtreppung hob sich deutlich vom älteren Mauerwerk ab.
Bis in die 1920er Jahre befand sich auf der Längsseite zum Bauhof hin ein Windenerker. In der Nacht vom 9. zum 10. Januar 1852 hatte ein orkanartiger Sturm einen Teil der Giebelmauer des an der Westseite gelegenen Erkers herabgeweht. Der verbliebene Giebel wurde durch eine Bretterverschalung nur notdürftig geschlossen. Erst drei Jahre später wurde dieser abgebrochen und an seiner Stelle der bereits genannte Windenerker nach einem Entwurf des Baudirektors Benda gesetzt.
Die beiden nur in Backstein ausgeführten Langseiten des Zeughauses sind betont schlicht. Nur die Mitte der einst dem Bauhof zugeneigten Westseite wird durch ein dem nördlichen ähnliches Tor betont. Über diesem war ein Hausteinornament angebracht. Durch geschickte Abstufung der Fenstergrößen in den drei Geschossen durch Zieranker und Läden wurde der Eindruck der Eintönigkeit genommen. Sie wurden bei der Modernisierung in den 1920ern jedoch entfernt.
An der gleichfalls nur in Backstein ausgeführten Südseite springt das von kleinen Fenstern durchbrochene und mit geschweiftem Bleidach gedeckte Gehäuse der Wendeltreppe in drei Achteckseiten hervor.

### Innen
Das Innere bildete im Erdgeschoss ursprünglich einen 66,90·10 m² großen Raum. Die 35·38 cm² starken, früher von einem Unterzug unterstützten Deckenbalken waren am Auflager verstärkt und mit einer geschnitzten Verzierung versehen. Die beiden Obergeschosse wurden in der Mitte von 25·55 cm² starken Holzsäulen geteilt. Diese waren wiederum in das Hängewerk des Dachstuhls und mit Rahmen verbunden. An die unteren Säulen war zudem noch der Unterzug der Erdgeschoßbalkenanlage gehängt. Erst zur Einrichtung des Wollmagazins wurde auch das Erdgeschoss durch eine mittlere Pfostenreihe geteilt. In allen Geschossen waren Lattenverschläge eingebaut, die in zahlreiche Zellen für die Waren der Wollhändler abgeteilt waren.
Für das Polizeidienstgebäude wurde das Innere unter Beibehaltung der alten Geschosshöhen dreigeschossig ausgebaut. Hinzu kam noch ein Dachgeschoss. Dessen Beleuchtung erforderte die Anbringung weiterer Dacherker, da die Zahl und Größe der Vorhandenen sich als nicht hinreichend erwies. Über dem Portal am Bauhof war ein vorgekragter, mit dem Giebel abgeschlossener Ausbau geplant. Nach dem Kirchhof gegenüber wurde eine neue Fenstergruppe für das dorthin verlegte Treppenhaus benötigt.